# Mr. Mxyzptlk
Mr. Mxyzptlk (eller Miks-yez-PIT-el-ik), også kendt som Mxy, er en fiktiv imp-lignende person, der optræder i DC Comics' Superman-tegneserier,  nogle gange som en superskurk og andre gange som en antihelt.
Figuren blev skabt til historien The Mysterious Mr. Mxyztplk (den oprindelige stavemåde), der blev skrevet af Jerry Siegel, tegnet af Ira Yarborough og bragt i Superman #30 (september / oktober 1944). På grund af forsinkelser i udgivelsen kom figuren dog til at optræde i den daglige Superman-tegneseriestribe skrevet af Whitney Ellsworth og Wayne Boring først.
Han optræder typisk som en trickster i den klassiske mytologiske forstand, idet han har evnen til at forvrænge virkeligheden og nyder at pine Superman på tegnefilmsagtig måde. I de fleste af hans optræderner i DC Comics kan han kun stoppes ved, at man får ham til at sige eller stave sit eget navn bagfra (Kltpzyxm - "kel-tip-zix-um"). Det vil bringe ham tilbage til hans hjem i den femte dimension og holde ham der i mindst 90 dage. Figurens begrænsninger har dog været elimineret siden Crisis on Infinite Earths-rebooten, hvor figuren kun tager væk, hvis han frivilligt går med til det efter at have opfyldt nogle egne betingelser, så som at Superman får Mr. Mxyzptlk til at male sit eget ansigt blåt.
Figuren blev spillet af Howie Mandel i tv-serien Lois & Clark: The New Adventures of Superman fra 1993. I tv-serien Smallville hed han Mikhail Mxyzptlk og blev spillet af Trent Ford. I tv-serien Supergirl blev han spillet af Peter Gadiot i anden sæson og af Thomas Lennon i femte sæson. I Superman: The Animated Series blev han stemmelagt af Gilbert Gottfried